# イタマル・エヴェン＝ゾハル
イタマル・エヴェン＝ゾハル（ヘブライ語: איתמר אבן-זהר、Itamar Even-Zohar、1939年3月23日 - ）は、イスラエルの文化研究者である。テルアビブ大学教授。ポリシステム理論と文化的レパートリー理論の先駆者として知られる。

## 経歴
イタマル・エヴェン＝ゾハルはテルアビブ生まれで、テルアビブ大学（学士・博士）とエルサレム・ヘブライ大学（修士）で学位を取得している。オスロ、コヴンハウン、ストックホルムにも留学している。アムステルダム、パリ、フィラデルフィア、レイキャヴィーク、ケベックシティ、ルーヴェン、サンティアゴ・デ・コンポステラ、サンタンデル、セント・ジョンズ、バルセロナ、サンタ・クルーズの大学で客員講師も勤めた。ヘブライ語、アラビア語、英語、フランス語、スウェーデン語、スペイン語、ノルウェー語、デンマーク語、イタリア語、ロシア語、ドイツ語、アイスランド語、およびその他の言語について詳しい。2014年にはオーストリア科学アカデミーの人文社会科学部門における名誉会員に選出された。

## 思想と教育

### 構造主義的研究
社会文化的システムが不均質で可変性のある動的なネットワークであると考えていたエヴェン＝ゾハルは、1970年代初めから、その複雑性と相互依存性を扱うための理論的手段と方法論の開発に取り組んでいた。1972年に彼はテクストの多層構造に関する理論を提唱したが、しかしその後すぐに、自ら「静的構造主義」の批判的立場に立ち、構造や「言語体系」といったソシュールの観念を硬直的かつ「不毛な」形で解釈することによって構造主義のアジェンダが負うこととなった具体化の誤謬を指摘する最初期の批評家の一人となった。彼の考えでは、現実の複雑な文化的活動に対してこれらの観念を意味のある形で広く適用するには、社会文化的システムの通時的次元と共時的次元の相互作用を考慮しなければならない。そのために時間と空間におけるシステムの可変性と不均質性の両面を捉えるために「システムの開放システム（open system of systems）」という概念を導入して、「動的構造主義」を構想し始めた。
この新しいアプローチを用いて、彼は個々のテクストではなく文学システムを扱う研究プログラムを構築した。このプログラムは1980年代から1990年代初頭にかけて、文学研究における画期的な進展と見なされ、文学研究や翻訳研究の新たな学派（テルアビブ学派やルーヴェン学派など）の基盤となった。これによって、「文学」や「文化」を高尚な生成物の限られたまとまりとみなす規範的観念を離れて、「中心」と「周縁」、「正典化」と「非正典化」の多層的な相互作用を解き明かすことが可能になった。エヴェン＝ゾハルは言語学におけるダイグロシアと、その中における文学システムの相互関係についても研究した。

### ポリシステム理論
エヴェン＝ゾハルは、共同体内および共同体間における文化の複雑性を説明するために、一価の因果パラメーターではなく多価の因子を用いるようにした。この「ポリシステム理論」は、文学や言語における複数の関係性のまとまりを分析するものだったが、社会文化システムのより複雑な分析へと次第に移行した。エヴェン＝ゾハルの理論は、スペインや中国、アメリカをはじめとして、世界中の文学・文化研究者に受容されている。

### 個人間モデル
エヴェン＝ゾハルは「システム」の基本概念をさらに一歩進め、研究対象をテクストや生成物ではなく、具体的な文化オブジェクトの生成を決定する動的な文化モデルとすることを提唱した。認知科学や人類学の知見を理論構築に応用することで、特定文化のダイナミクスを解明する鍵は、人々が共同体の成員として日常生活で習得し運用する個人間モデルにあると主張した。この理論は、ロシア・フォルマリズムやソビエト記号論（ユーリ・ロトマン、ヴャチェスラフ・イヴァーノフ、ウラジーミル・トポロフ、ボリス・ウスペンスキーら）から強い影響を受けたより大きな彼の理論であるレパートリー理論の一部を構成している。

### 翻訳研究
エヴェン＝ゾハルの翻訳規範分析では、起点テクストと目標テクストの不一致は、内的規範下にある行為の結果として説明できるとされる。この体系的なアプローチによって、翻訳研究は単なる言語学の枝葉末節ではなく、文化間関係の研究の重大テーマとなった。「翻訳文学の立場」という論文は広く引用され、特にポリシステム理論は翻訳研究の新たな地平を開いた。エヴェン＝ゾハルによれば、「ポリシステム」とは多次元的なもので、文学や翻訳、社会関係の領域における分類（高級文学と低級文学、翻訳と非翻訳、支配集団と被支配集団など）を調停することができるという。

### 文化を通じたネイション構築
エヴェン＝ゾハルは国民文化の構築における文学の役割についても研究し、ヘブライやイタリア、ノルウェー、ガリシア、カタルーニャ、アイスランドの比較文化論を物している。研究対象としての「文化」とは、生成物に限らず、文化的行動の背景にあるモデルまで含むべきだと提唱している。その立場では、文化とはエリートの共有物などではなく、個々の人間の人生管理プログラムとして捉えられる。パレスチナにおけるヘブライ文化の勃興と結実に関する分析は広く参照され、新たに発生した文化をパラダイム分析する際の模範とされた。
1990年代から、エヴェン＝ゾハルは新たな社会政治的実体の発生における意図的な文化計画に注目するようになり、資源アクセス管理の文脈における多数派と少数派、中心と周縁などの種々の問題について検討している。18世紀の終わりから、民族自決のモデルを採用する共同体が世界中で増加した。それは独立した文化レパートリーを創造する挑戦を伴うものであった。エヴェン＝ゾハルは、1882年から1948年にかけてのパレスチナにおけるヘブライ文化の構築から議論を始め、1993年以降、ガリシア、カタルーニャ、アイスランド、ケベック、ニューファンドランドといった他の社会についても調査と研究を継続している。

### 文化計画
エヴェン＝ゾハルは、文化計画は、それが権力保持者によるものか「フリーエージェント」によるものかを問わず、意図的な介入行為であると述べた。文化計画の最大の目的はその力場を掌握することである。主に国家によって指揮される翻訳という行為は、文化計画の内部における翻訳詩学への介入を理解するにあたって重要である。エヴェン＝ゾハルによれば、文化の変容は、意思決定プロセスを通じて達成され、書籍や美術といった有形の要素や行動規範のような無形の側面を通じて文化を構築するという。翻訳レパートリーには、翻訳規範や方針といった無形要素だけでなく、物理的要素としての翻訳テクストも含まれる。

## 著作
- 1972. "An Outline of a Theory of the Literary Text." Ha-Sifrut III (3/4): pp. 427–446. <In Hebrew>
- 1978. Papers in Historical Poetics. Tel Aviv: Porter Institute.
- 1979. "Polysystem Theory." Poetics Today 1(1-2, Autumn) pp. 287–310.
- 1990. Polysystem Studies. Poetics Today 11:1 Durham: Duke University Press.
- 1994. "Avances en teoría de la literatura". USC Universidade de Santiago de Compostela (Dario Villanueva Prieto collector) ISBN 8481211516
- 1997. "Factors and Dependencies in Culture: A Revised Draft for Polysystem Culture Research." Canadian Review of Comparative Literature / Revue Canadienne de Littérature Comparée XXIV(1, March), pp. 15–34.
- 2005. Papers in Culture Research.

## 注
1. ↑  Polysystem studies Archived 2011-12-18 at the Wayback Machine.
2. ↑  Bio at Tel Aviv University
3. ↑  2005 Polysystem Theory Revised
4. ↑  Polysystem Theory from Routledge Encyclopaedia of Translation Studies
5. ↑  “The Position of Translated Literature within the Literary Polysystem”. Poetics Today 11 (1):  45–51. (Spring 1990). doi:10.2307/1772668. JSTOR 1772668.
6. 1 2 3 4 5  Gürçağlar, Şehnaz Tahir (2008-01-01). The Politics and Poetics of Translation in Turkey, 1923-1960. BRILL. doi:10.1163/9789401205306. ISBN 978-90-420-2329-1